# Перри, Кристина
Кристина Джудит Перри (англ. Christina Judith Perri; род. 19 августа 1986, Филадельфия) — американская певица и автор песен.
Журнал Rolling Stone назвал её «Исполнителем недели» 26 октября 2010 года.

## Биография

### Ранние годы жизни
Кристина выросла в Бенсалем (пригород Филадельфии), штат Пенсильвания.
С её старшим братом, Ником Перри, который ранее играл на гитаре с Shinedown, Silvertide, Перри Фаррелл и Мэтт Сорум. Она училась в Nazareth Academy High School. Кристина училась играть на гитаре, в 16 лет, по передаче Шэннона Хуна из группы Blind Melon, которая шла на VH1.

### Личная жизнь
1 марта 2016 года Перри объявила в одной из социальных сетей, что она не употребляет алкоголь уже четыре года.
С 12 декабря 2017 года Кристина замужем за репортёром Полом Костабилом, с которым она встречалась 23 месяца до их свадьбы. Они познакомились во время интервью в 2013 году и поженились ровно 4 года спустя. У супругов есть дочь — Кармелла Стэнли Костабил (род. 17 января 2018). 10 января 2020 года Перри перенесла выкидыш на 11-й неделе беременности. В июле 2020 года стало известно, что Перри и Костабил ждут второго ребёнка. 25 ноября 2020 года Перри сообщила, что их дочь родилась мертвой во время преждевременных родов на 30-й неделе беременности. В мае 2022 года Перри объявила, что беременна их четвёртым ребёнком. Перри родила дочь в октябре 2022 года.

## Дискография

### Студийные альбомы
| Название                                     | Детали альбома                                                                       | Позиции в чартах | Позиции в чартах | Позиции в чартах | Позиции в чартах | Позиции в чартах | Позиции в чартах | Позиции в чартах | Позиции в чартах | Сертификации                                              |
| Название                                     | Детали альбома                                                                       | US               | AUS              | AUT              | CAN              | FIN              | GER              | SWI              | UK               | Сертификации                                              |
| -------------------------------------------- | ------------------------------------------------------------------------------------ | ---------------- | ---------------- | ---------------- | ---------------- | ---------------- | ---------------- | ---------------- | ---------------- | --------------------------------------------------------- |
| lovestrong.                                  | - Released: May 10, 2011 - Label: Atlantic - Formats: CD, digital download           | 4                | 5                | 7                | 9                | 25               | 8                | 6                | 9                | - World: 1,000,000 - AUS: Gold - UK: Gold - IRE: Platinum |
| Head Or Heart                                | - Released: 1 апреля 2014 - Label: Atlantic - Formats: CD, digital download          | 4                | 23               | 41               | 6                | —                | 72               | 16               | 8                | - World: - AUS: - UK: - IRE:                              |
| Songs for Carmella: Lullabies & Sing-a-Longs | - Released: 17 января 2019 - Label: Atlantic - Formats: CD, digital download         | —                | —                | —                | —                | —                | —                | —                | —                |                                                           |
| Songs for Rosie                              | - Released: 24 ноября 2021 - Label: Atlantic - Formats: CD, digital download         | —                | —                | —                | —                | —                | —                | —                | —                |                                                           |
| A Lighter Shade of Blue                      | - Released: 15 июля 2022 - Label: Elektra - Formats: CD, Digital download, streaming | —                | —                | —                | —                | —                | —                | —                | —                |                                                           |

### Мини-альбомы
| The Ocean Way Sessions                   | - Released: November 9, 2010 - Label: Atlantic - Formats: CD, digital download | 144 |
| The Karaoke Collection                   | - Released: May 10, 2011 - Label: Atlantic - Formats: digital download         | —   |
| «—» denotes releases that did not chart. |                                                                                |     |

### Синглы
| «Jar of Hearts»                                           | 2010 | 17 | 4  | 2  | 21 | 4  | 2 | 79 | 31 | 4   | - US: 2× Platinum - AUS: 3× Platinum - CAN: 2× Platinum - IRE: 2× Platinum - UK: Platinum - NZ: Gold | lovestrong.                      |
| «Arms»                                                    | 2011 | 94 | 13 | —  | —  | —  | — | —  | —  | 194 | | lovestrong.                      |
| «A Thousand Years»                                        | 2011 | 31 | 10 | 13 | 70 | 19 | 7 | —  | 11 | 32  | - US: Platinum - AUS: 2× Platinum - CAN: Gold - IRE: Gold - NZ: Platinum                             | The Twilight Saga: Breaking Dawn |
| «—» denotes single that did not chart or was not released |      |    |    |    |    |    |   |    |    |     | |                                  |

#### Промосинглы
| Сингл        | Год  | Альбом      |
| ------------ | ---- | ----------- |
| «The Lonely» | 2011 | lovestrong. |
| «Penguin»    | 2011 | lovestrong. |
| «Tragedy»    | 2011 | lovestrong. |
| «Bluebird»   | 2011 | lovestrong. |